# Ordoñese de la Risa
Ordoñese de la Risa fue un programa colombiano de televisión, perteneciente al género humorístico, que era presentado y dirigido por José Ordóñez Jr.. fue producido por la Televisión Regional del Oriente Canal TRO.

## Emisión
Inicialmente emitido el 2 de septiembre de 1995 por Cinevisión en el horario sabatino de las 19:30 en al Cadena Uno, transmitido por las programadoras Audiovisuales y Jorge Barón Televisión y la grabación total corrió a cargo de La Televisión Regional del Oriente Canal TRO. El programa duró hasta la crisis de la televisión colombiana en 2000. A finales de su primera transmisión se creó un derivado llamado Atorese de la risa transmitido por el Canal Caracol con algunas secciones originales de Ordoñese. y  emitido el 2 de diciembre de 2023 por el Canal Red+ de Claro TV en el horario de los fines de semana a las 12:00 del mediodía.

## Secciones, personajes y elenco
Cabe advertir que Benito, el personaje infantil que encarna Ordóñez, ya se había creado antes de la creación de Ordoñese de la Risa, cosa que al emitirse el espacio tuvo las secciones de Yo me sabo un cuento, Pregunta, pregunta y Cuento al dormir. Este último era protagonizado junto con José Ordóñez padre, que realizaba el papel del abuelo de Benito y suele interrumpirse la narración a mitad del cuento con la aparición de personajes disfrazados de la serie Power Rangers, parodiados como Pobres Rangas. Con la versión de 2004, Benito pasó a ser animado.
Gomelina fue otro de los personajes de la serie, al cual tuvo como sección Gomelina Productions, que parodiaba los productos y servicios de la empresa comercial Televentas, poniendo de manifiesto la incompetencia de su vendedora. El personaje femenil fue desarrollado por Nelson Neira.
Celio, quién fue protagonizado por Jorge "El Gordo" Manosalva, parodia al típico huilense con su funcional pereza, cuyo compañero sinnombre es personificado por Ordóñez.
Flash, el informativo, fue la sección paródica de los noticieros, del cual el reportero Olinto Manjarres es el periodista de la sección encarnado por José Manuel Ospina. Posteriormente Ordóñez encarna al presentador Rubicundo Manjarres con otra espacio llamado CVNN, parodiando al canal CNN. En tanto también se imitó algunos programas de la televisión en formato de cortos con la sección de UniFicción (parónimo de Univisión).
El propio Ordóñez también encarnó al bucaro (con su acento santandereano-tachirense), de quien suele usar como prenda la camiseta del Atlético Bucaramanga, mientras Jorge Córdoba hace la parte del vendedor. Ambos también encarnaron a los mendigos Chaguala y Machete.
La sección de los Argentinos fueron actuados por Ospina y Ordóñez, usando el acento del Español rioplatense. En tanto que Pablo Remalas y Rambuu es protagonizado por este último, en la cual se caracterizaba el primero por un personaje en monólogo de tendencia deprimida mientras que el segundo parodiaba a John Rambo (protagonizado por Sylvester Stallone), imitando algunas escenas del largometraje First Blood II.
Don Cachaquiano, Ludovico y Uldarico fue interpretados por Ospina, del cual el primero encarna a un bogotano con acento rolo que era irresponsable a la hora de evadir sus deudas. El acreedor era interpretado por el locutor Mauricio Gracia. El segundo personaje por su parte era un humorista frustrado que en nada hacía reír a su público con sus chistes demasiado tontos, lo cual era forzado a retirarse. El último, adquirió una importancia más notoria ya que era un camarero de hotel que en ocasiones se apoderaba de la presentación del programa, lo cual Ordóñez en algunas ocasiones lo despedía.
Con la conversión al protestantismo de Ordóñez, se incluyeron nuevas secciones de influencia bíblica pero sin perder el estilo humorístico del programa hasta su extinción.

## Elenco
- José Ordóñez Jr.[6]
- Nelson Neira
- José Manuel Ospina
- Yasmith Sanabria
- Jorge "El Gordo" Manosalva
- Greta de Quintero
- José Ordóñez (Padre) (†)
- Mauricio Gracia (†)
- Carolina Sarmiento
- Édgar Sánchez Torres "Junífero"
- Jackeline Junguito
- Juliana Posso